# Mistrál

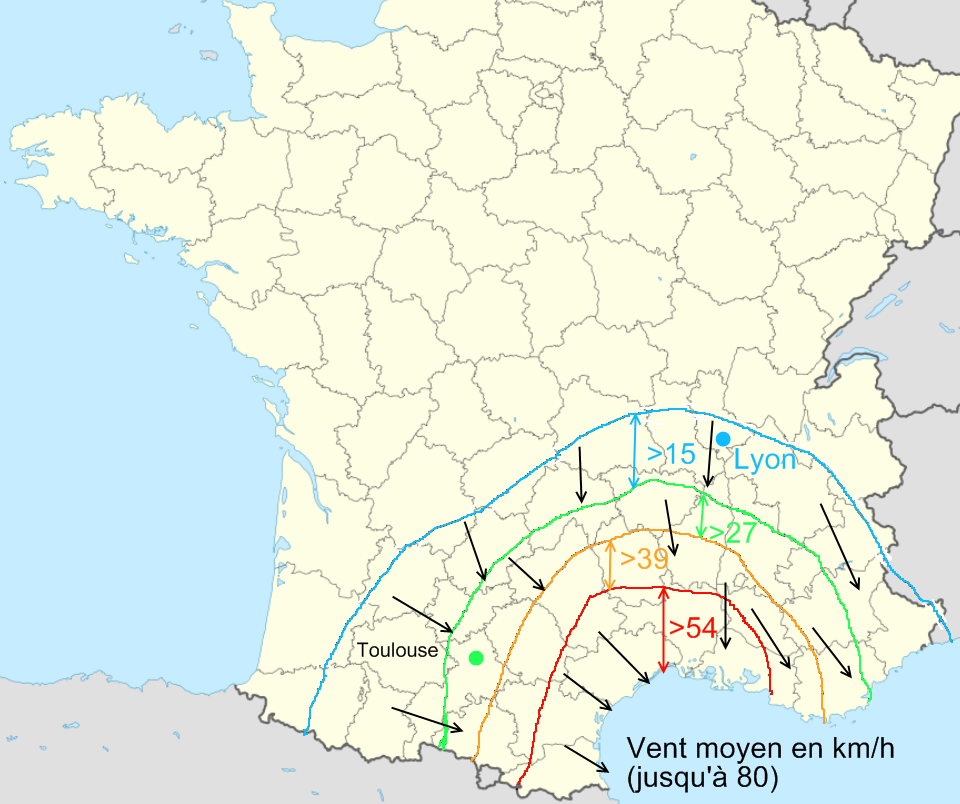
Naměřené rychlosti mistrálu v jeden listopadový den roku 2008

Mistrál (francouzsky a okcitánsky mistral, katalánsky mestral, korsicky maestrale) je silný studený severozápadní vítr vanoucí z jihofrancouzské pevniny do Lvího zálivu ve Středozemním moři. Mívá průměrnou rychlost kolem 50 km/h (někdy v nárazech až 100 km/h) a může trvat i několik dní. Nejsilnější bývá v ročním období na přechodu ze zimy do jara. Zasahuje zejména oblast Languedocu a Provence a silně ovlivňuje celé francouzské středomořské pobřeží. Často způsobuje prudké bouře ve Středozemním moři mezi Baleáry a Korsikou.
Jeho název pochází z okcitánštiny a znamená „mistrovský“, „mistrný“.